# Zemetcsinói járás
A Zemetcsinói járás (oroszul Земетчинский район) Oroszország egyik járása a Penzai területen. Székhelye Zemetcsino.

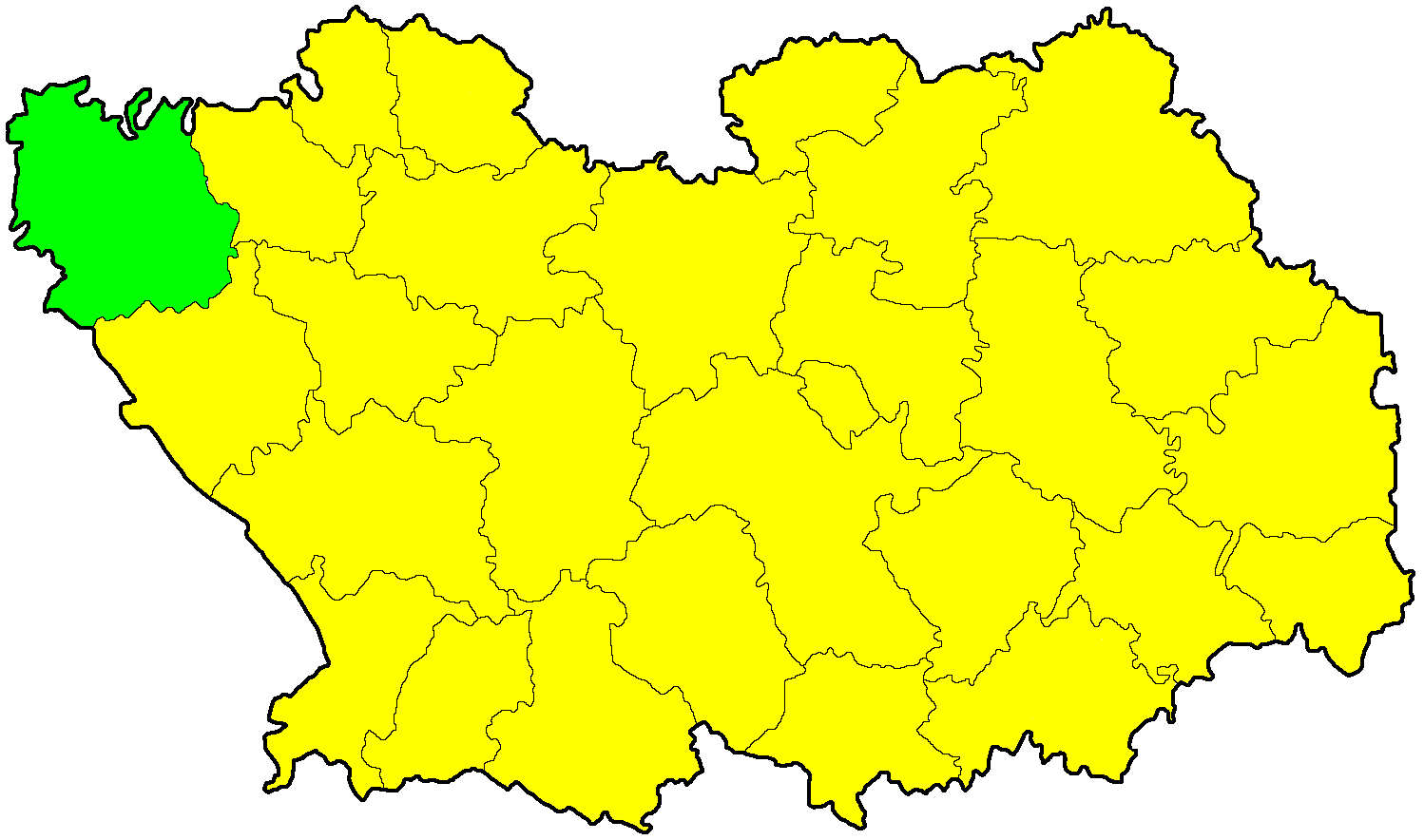
A Zemetcsinói járás a Penzai területen

## Népesség
- 1989-ben 38 566 lakosa volt.
- 2002-ben 31 072 lakosa volt.
- 2010-ben 24 676 lakosa volt, melynek 98,2%-a orosz.